# Jeon Mi-seon
Jeon Mi-seon (Seúl, 7 de diciembre de 1972-Jeonju, 29 de junio de 2019) fue una actriz surcoreana.

## Biografía
En 2006 se casó con el director Park Sang-hun, la pareja tuvo un hijo.

### Muerte
Su cuerpo fue encontrado colgado en la habitación de un hotel en Jeonju el 29 de junio de 2019; la policía describió el hecho como un suicidio. Su agencia informó horas después que Mi-Seon estaba bajo tratamiento por depresión. Sin embargo, las causas de su muerte no han quedado totalmente aclaradas. La noticia provocó conmoción en el mundo de la industria del entretenimiento de Corea del Sur. Jeon Mi-seon había aparecido tan solo cuatro días antes en una conferencia de prensa para presentar la película The King's Letters, y había sido confirmada su participación en la serie The Tale of Nokdu.

## Carrera
Fue miembro de la agencia "Lejel E&M".
Fue más conocida por ser actriz de reparto en películas y series de televisión, tales como Memorias de un asesinato (2003), Moon Embracing the Sun (2012) y Hide and Seek (2013). También desempeñó el papel principal en El amor es una cosa loca (2005).

## Filmografía

### Películas
| Año  | Título                                | Rol                      |
| ---- | ------------------------------------- | ------------------------ |
| 1990 | Well, Let's Look at the Sky Sometimes | Eun-kyung                |
| 1991 | Theresa's Lover                       | Jin-hee                  |
| 1993 | No Emergency Exit                     | Eun-ji                   |
| 1994 | Sado Sade Impotence                   | Young-mi                 |
| 1994 | The Young Man                         | Jin-yi                   |
| 1998 | Christmas in August                   | Ji-won                   |
| 2001 | Bungee Jumping of Their Own           | Esposa de Seo In-woo     |
| 2003 | Memories of Murder                    | Kwak Seol-young          |
| 2004 | A Wacky Switch                        | Exesposa de Lee Dong-hwa |
| 2005 | Love Is a Crazy Thing                 | Eo-jin                   |
| 2006 | Mission Sex Control                   | Soon-yi                  |
| 2008 | BA:BO                                 | Madre de Seung-ryong     |
| 2009 | City of Damnation                     | Esposa de Park Jong-ki   |
| 2009 | This Sunday                           |                          |
| 2009 | Mother                                | Mi-seon                  |
| 2009 | The Executioner                       | Yoon-sun                 |
| 2010 | Wedding Dress                         | Ji-hye                   |
| 2011 | Funny Neighbors                       | Jo Mi-ra                 |
| 2011 | A Piano On the Sea                    |                          |
| 2013 | Hide and Seek                         | Min-ji                   |
| 2016 | The Last Ride                         | Madre de Go-hwan         |
| 2017 | My Last Love                          | Hwa-yeon                 |
| 2019 | The King's Letters                    | Reina So Hun             |

### Serie de televisión
| Año  | Título                                  | Rol                              | Red         |
| ---- | --------------------------------------- | -------------------------------- | ----------- |
| 1986 | MBC Best Theater "What Is Santa Claus?" |                                  | MBC         |
| 1988 | Land                                    | Lee Bong-soon                    | KBS1        |
| 1988 | Encounter                               |                                  | MBC         |
| 1989 | Country Diaries (hasta 2002)            | Sook-yi                          | MBC         |
| 1990 | Years of Ambition                       |                                  | KBS2        |
| 1991 | West Wind                               |                                  | KBS2        |
| 1991 | Eyes of Dawn                            | Oh Soon-ae                       | MBC         |
| 1992 | To Give Over Campfire                   | Kang Soo-hee                     | SBS         |
| 1994 | Eldest Sister                           |                                  | MBC         |
| 1996 | Until We Can Love                       | Lee Yoo-mi                       | KBS2        |
| 1996 | Drama Game "Stronger Than Death"        | Mo-ran                           | KBS2        |
| 1996 | MBC Best Theater "Sallie and Suzie"     | Suzie                            | MBC         |
| 1998 | MBC Best Theater "설사약 권하는 사회"   | Soltera                          | MBC         |
| 1998 | Hometown Legends "Gokseong Tomb"        |                                  | KBS2        |
| 1999 | MBC Best Theater "Destiny"              | Madam Kang                       | MBC         |
| 2000 | Emperor Wang Gun                        | Reina Sinmyeongsunseong          | KBS1        |
| 2002 | Miss Mermaid                            | Jin Sun-mi                       | MBC         |
| 2002 | Rustic Period                           | Park Gye-sook                    | SBS         |
| 2003 | Screen                                  | Park Joo-young                   | SBS         |
| 2003 | Briar Flower                            | Kim Soo-ok                       | KBS1        |
| 2006 | Hwang Jini                              | Jin Hyun-geum                    | KBS2        |
| 2006 | My Love                                 | Compañera de Jang Mi-ran         | SBS         |
| 2008 | East of Eden                            | Lee Jung-ja                      | MBC         |
| 2009 | The Accidental Couple                   | Cha Yun-kyung                    | KBS2        |
| 2010 | King of Baking, Kim Takgu               | Kim Mi-sun                       | KBS2        |
| 2011 | Royal Family                            | Im Yoon-seo                      | MBC         |
| 2011 | Ojakgyo Family                          | Kim Mi-sook                      | KBS2        |
| 2011 | Girl K                                  | Cha In-sook                      | Channel CGV |
| 2011 | Poseidon                                | Park Min-jung                    | KBS2        |
| 2012 | Moon Embracing the Sun                  | Jang Nok-young                   | MBC         |
| 2012 | The Thousandth Man                      | Gu Mi-seon                       | MBC         |
| 2012 | Five Fingers                            | Song Nam-joo                     | SBS         |
| 2013 | Pure Love                               | Kim Sun-mi                       | KBS2        |
| 2013 | Passionate Love                         | Yang Eun-sook                    | SBS         |
| 2014 | The Full Sun                            | Baek Nan-joo                     | KBS2        |
| 2015 | More Than a Maid                        | Lady Yoon                        | JTBC        |
| 2015 | Who Are You: School 2015                | Song Mi-kyung                    | KBS2        |
| 2015 | The Return of Hwang Geum-bok            | Hwang Eun-sil                    | SBS         |
| 2015 | Reply 1988                              | Sung Bo-ra Adulta                | tvN         |
| 2015 | Six Flying Dragons                      | Madre de Boon-yi                 | SBS         |
| 2016 | The Unusual Family                      | Shim Sun-ae                      | KBS1        |
| 2016 | Mirror of the Witch                     | Ms. Son, madrastra de Heo-jun    | JTBC        |
| 2016 | Love in the Moonlight                   | Lady Park                        | KBS2        |
| 2017 | Chicago Typewriter                      | Madam Sophia, madre de Jeon-seol | tvN         |
| 2017 | Lookout                                 | Park Yoon-hee                    | MBC         |
| 2017 | Andante                                 | Madre de Shi-kyung               | KBS1        |
| 2017 | Witch at Court                          | Go Jae-suk                       | KBS2        |
| 2018 | The Great Seducer                       | Seol Young-won                   | MBC         |
| 2019 | He Is Psychometric                      | Jo Eun-joo                       | tvN         |

### Vídeo musical
| Año  | Título de la canción   | Artista      |
| ---- | ---------------------- | ------------ |
| 2006 | «Let's Not Meet Again» | Jang Hye-jin |

## Teatro
| Año       | Título                          | Rol             |
| --------- | ------------------------------- | --------------- |
| 2009-2014 | Our Mother, 3 Days and 2 Nights | hija (Mi-young) |
| 2009      | No Suicides Allowed in Spring   |                 |

## Premios y nominaciones
| Año  | Premio                                       | Categoría                                   | Nominación                   | Resultado |
| ---- | -------------------------------------------- | ------------------------------------------- | ---------------------------- | --------- |
| 1994 | 17th Golden Cinematography Awards            | mejor actriz nueva                          | Sado Sade Impotence          | Ganadora  |
| 2003 | 24th Blue Dragon Film Awards                 | mejor actriz de reparto                     | Memories of Murder           | Nominada  |
| 2006 | KBS Drama Awards                             | mejor actriz de reparto                     | Hwang Jini                   | Ganadora  |
| 2009 | KBS Drama Awards                             | mejor actriz de reparto                     | The Accidental Couple        | Nominada  |
| 2010 | KBS Drama Awards                             | mejor actriz de reparto                     | King of Baking, Kim Takgu    | Nominada  |
| 2012 | 5th Korea Drama Awards                       | premio excelencia, actriz                   | Moon Embracing the Sun       | Nominada  |
| 2012 | 1st K-Drama Star Awards                      | premio de actuación, actriz                 | Moon Embracing the Sun       | Nominada  |
| 2012 | MBC Drama Awards                             | Golden Acting Award, Actriz                 | Moon Embracing the Sun       | Nominada  |
| 2012 | 2012 SBS Drama Awards                        | premio excelencia, actriz de drama especial | Five Fingers                 | Nominada  |
| 2013 | 34th Blue Dragon Film Awards                 | mejor actriz de reparto                     | Hide and Seek                | Nominada  |
| 2013 | 21st Korean Culture and Entertainment Awards | premio excelencia, actriz de cine           | Hide and Seek                | Ganadora  |
| 2014 | 34th Golden Cinema Festival                  | mejor actriz de reparto                     | Hide and Seek                | Ganadora  |
| 2015 | 2015 SBS Drama Awards                        | actriz especial (drama diario)              | The Return of Hwang Geum-bok | Ganadora  |